# Kriminaltekniske spor
Kriminaltekniske spor kan inddeles i to kategorier: Beviser og indicier.
Et bevis kan med sikkehed knytte en gerningsperson til et gerningssted, mens et indicium er et spor, der peger i en bestemt retning, uden at det kan benyttes som egentlig bevis. Fingeraftryk og DNA – spor er tekniske beviser, mens rester af beklædningsgenstande og manglende alibi på gerningstidspunktet er indicier.